# Eydhafushi
Eydhafushi (maled. ‏އޭދަފުށި‎) – wyspa na Malediwach, położona na atolu Baa. Wyspa jest stolicą administracyjną atolu.
Według danych szacunkowych na rok 2014 liczyła 2554 mieszkańców.